# O zi încărcată
O zi încărcată (în engleză Gentlemen of Nerve) este un film american de comedie din 1914 regizat de Charlie Chaplin și produs de Mack Sennett. În alte roluri interpretează actorii Mabel Normand,  Chester Conklin și Mack Swain.

## Distribuție
- Charles Chaplin - Mr. Wow-Woe
- Mabel Normand - Mabel
- Chester Conklin - Mr. Walrus
- Mack Swain - Ambrose
- Phyllis Allen - Flirty woman
- Edgar Kennedy - Policeman
- Alice Davenport - Patron